# 兴安盟
兴安盟是中华人民共和国内蒙古自治区下辖的盟，位于内蒙古自治区东北部。辖境北临呼伦贝尔市，东接黑龙江省齐齐哈尔市、吉林省白城市，南邻通辽市，西界锡林郭勒盟、蒙古国。地处大兴安岭中麓与松嫩平原过渡地带，主要河流有绰尔河、洮儿河、霍林河，皆往东流入嫩江。全盟漢族人口比例约54%，蒙古族人口比例约41%，盟行政公署驻乌兰浩特市。“兴安”为满语音译，意为“丘陵”。2019年10月，兴安盟被授予“中国草原生态稻米之都”称号。

## 历史
春秋战国时期，辖境属东胡等游牧民族。汉初，隶幽州刺史部辽东郡。此后直到三国两晋时期，属鲜卑活动地域。南北朝时期，属室韦。
唐初，属安北都护府。唐总章二年（669年），隶居延都督府；元和十五年（820年），隶室韦都督府。後入契丹。辽代，属上京道泰州金山县。金代，为临潢府路泰州辖地，军事上由东北路统军司节制。元属辽阳行省泰宁路。明初，为兀良哈三卫之一的泰宁卫辖地，隶大宁都司，永乐四年（1406年），增设木答里山卫，隶奴儿干都司。後废。
明末，为漠南蒙古科尔沁部游牧地。清崇德元年（1636年），科尔沁部六旗、郭尔罗斯部二旗、扎赉特部一旗、杜尔伯特部一旗，会盟于哲里木山（今科尔沁右翼中旗境），始建哲里木盟。康熙三十年（1691年），第三代札萨克图旗郡王鄂齐尔在今乌兰浩特市区内修建家庙，当地群众称之為“王爷庙”，乌兰浩特亦因此被称为王爷庙。
民国元年（1912年）8月19日，中華民國臨時政府頒佈《蒙古待遇条例》，规定盟旗设置及蒙古王公原有之管辖治理权一律照旧。但北洋政府随后将哲里木盟各旗分别划归奉天、吉林和黑龙江三省。民国18年（1929年），东北军在兴安屯垦区设置公署。民国20年（1931年）九一八事變後，该地被日軍占領。1932年，满洲国在王爷庙设置兴安省，领兴安南、兴安北、兴安东3个分省（后增设兴安西分省）。1934年12月，撤销兴安省，同时将兴安4个分省直称为省。兴安盟辖境隸屬兴安南省。
1945年日本投降後，國民政府公布東北新省區方案，该地由遼寧省劃出，改屬新設置的遼北省。

按1940年代「東北九省」方案，興安盟轄境屬遼北省

1946年1月16日，兴安盟政府成立，隶属于同时成立的东蒙古人民自治政府，盟府驻王爷庙。时辖5旗1街：西科前旗、西科中旗、西科后旗、扎赉特旗、喜扎嘎尔旗和王爷庙街（今乌兰浩特市）。4月，根据承德“四三会议”精神，撤销东蒙自治政府和兴安盟政府。5月28日，成立兴安省，盟隶于省，两府均驻王爷庙。
1947年5月1日，内蒙古自治政府在王爷庙成立，由中共党员乌兰夫任主席。1948年11月15日，第二个兴安盟政府成立，隶属于内蒙古自治政府，盟府驻王爷庙。时辖科尔沁右翼前旗，科尔沁右翼中旗、科尔沁右翼后旗、扎赉特旗、喜扎嘎尔旗。1949年3月，直属于内蒙古自治政府的王爷庙和原属辽北省的突泉县划入兴安盟管辖。同年12月，兴安盟政府改称兴安盟人民政府。
1953年，呼纳盟、兴安盟和哲里木盟合并，设立内蒙古自治区东部区行政公署，驻乌兰浩特市。
1954年，行署撤销，原兴安盟与呼纳盟合并，改称呼伦贝尔盟。
1969年，扎赉特旗随呼伦贝尔盟划归黑龙江省，科尔沁右翼前旗、突泉县划归吉林省白城地区，科尔沁右翼中旗随哲里木盟划归吉林省。
1979年，内蒙古自治区恢复原建制，扎赉特旗、科尔沁右翼前旗、突泉县划回呼伦贝尔盟，科尔沁右翼中旗仍属哲里木盟。
1980年7月26日，国务院批准恢复兴安盟和乌兰浩特市建制，兴安盟辖乌兰浩特市、科尔沁右翼前旗、科尔沁右翼中旗、扎赉特旗和突泉县。
1992年12月5日，成立直属兴安盟领导的阿尔山经济开发区。1996年6月10日，国务院批准成立县级阿尔山市。

## 地理
大興安嶺橫貫全境，西側是蒙古高原的一部分，東側是松遼平原的一部分。是重要的林區與牧區。兴安盟的西北部与蒙古国，东与吉林省，东北与黑龙江省接壤，总面积6万7706平方公里。地处大兴安岭向松嫩平原过渡带，海拔高度150一1800米。山地和丘陵占95%左右，平原占5%左右。林区主要集中在大兴安岭主脊线的中山地带，有7000多平方千米。牧区主要集中在乌兰毛都低山地带，有8000多平方千米。半农半牧区和农区分布在低山丘陵和平原地带，有45000多平方千米。
兴安盟有大小河流200多条，分属嫩江水系、额尔古纳河水系、西辽河水系、内陆河水系。主要河流有7条：绰尔河、洮儿河、归流河、哈拉哈河、霍林河、罕达罕河、蛟流河，均发源于大兴安岭，大部分河流属嫩江水系，流域面积49041平方千米，占全盟总面积的82%；处于大兴安岭西麓的哈拉哈河属额尔古纳河水系，流域面积4118平方千米，占全盟总面积的6.9%；西辽河水系有乌纳格其河，流域面积为6413平方千米，占全盟总面积的10.7%；内陆河水系有属于乌拉盖河的流域面积234平方千米，占全盟总面积的0.4%。
兴安盟处于温带大陆性季风气候区，立体气候特征明显，四季分明，地区差异显著。春季干旱多风，气温回升快，日较差也大。夏季温热短促，全盟大部地区夏季为2个月左右，西北部中山区则春秋相连，无夏季。全年最高气温出现于7月。秋季气温急剧下降，秋霜早。冬季严寒漫长，全盟大部地区为5—6个月，西北部林区长达7个月。全年最低气温出现于1月。年平均气温大部地区为4—6℃，西北部林区为-3.2℃。全年无霜期大部地区为120—140天，岭西北为51天。光照充足，光能资源丰富，全年太阳总辐射量大部地区为5500—6000兆焦耳/米2。年降水量多年平均值在373—467毫米之间，降水年际变率大，保证率低。年降水量的72—78%集中在6—8月。
| 乌兰浩特市气象数据（1971年至2000年） | 乌兰浩特市气象数据（1971年至2000年） | 乌兰浩特市气象数据（1971年至2000年） | 乌兰浩特市气象数据（1971年至2000年） | 乌兰浩特市气象数据（1971年至2000年） | 乌兰浩特市气象数据（1971年至2000年） | 乌兰浩特市气象数据（1971年至2000年） | 乌兰浩特市气象数据（1971年至2000年） | 乌兰浩特市气象数据（1971年至2000年） | 乌兰浩特市气象数据（1971年至2000年） | 乌兰浩特市气象数据（1971年至2000年） | 乌兰浩特市气象数据（1971年至2000年） | 乌兰浩特市气象数据（1971年至2000年） | 乌兰浩特市气象数据（1971年至2000年） |
| 月份                                 | 1月                                  | 2月                                  | 3月                                  | 4月                                  | 5月                                  | 6月                                  | 7月                                  | 8月                                  | 9月                                  | 10月                                 | 11月                                 | 12月                                 | 全年                                 |
| ------------------------------------ | ------------------------------------ | ------------------------------------ | ------------------------------------ | ------------------------------------ | ------------------------------------ | ------------------------------------ | ------------------------------------ | ------------------------------------ | ------------------------------------ | ------------------------------------ | ------------------------------------ | ------------------------------------ | ------------------------------------ |
| 历史最高温 °C（°F）                  | 6.0 (42.8)                           | 11.7 (53.1)                          | 23.5 (74.3)                          | 31.7 (89.1)                          | 38.3 (100.9)                         | 40.3 (104.5)                         | 39.7 (103.5)                         | 37.1 (98.8)                          | 32.5 (90.5)                          | 29.9 (85.8)                          | 18.9 (66.0)                          | 7.7 (45.9)                           | 40.3 (104.5)                         |
| 平均高温 °C（°F）                    | −8.6 (16.5)                          | −4.0 (24.8)                          | 3.8 (38.8)                           | 14.3 (57.7)                          | 22.2 (72.0)                          | 26.5 (79.7)                          | 28.1 (82.6)                          | 26.9 (80.4)                          | 21.3 (70.3)                          | 12.6 (54.7)                          | 1.2 (34.2)                           | −6.5 (20.3)                          | 11.5 (52.7)                          |
| 日均气温 °C（°F）                    | −15.0 (5.0)                          | −11.1 (12.0)                         | −3.0 (26.6)                          | 7.2 (45.0)                           | 15.2 (59.4)                          | 20.4 (68.7)                          | 22.9 (73.2)                          | 21.0 (69.8)                          | 14.4 (57.9)                          | 5.6 (42.1)                           | −4.9 (23.2)                          | −12.4 (9.7)                          | 5.0 (41.1)                           |
| 平均低温 °C（°F）                    | −20.3 (−4.5)                         | −17.1 (1.2)                          | −9.6 (14.7)                          | 0.0 (32.0)                           | 7.7 (45.9)                           | 14.3 (57.7)                          | 17.8 (64.0)                          | 15.4 (59.7)                          | 8.0 (46.4)                           | −0.4 (31.3)                          | −9.9 (14.2)                          | −17.2 (1.0)                          | −0.9 (30.3)                          |
| 历史最低温 °C（°F）                  | −33.7 (−28.7)                        | −31.2 (−24.2)                        | −25.4 (−13.7)                        | −13.6 (7.5)                          | −4.5 (23.9)                          | 2.9 (37.2)                           | 10.4 (50.7)                          | 6.0 (42.8)                           | −3.5 (25.7)                          | −17.4 (0.7)                          | −26.4 (−15.5)                        | −32.9 (−27.2)                        | −33.7 (−28.7)                        |
| 平均降水量 mm（）                    | 1.3 (0.05)                           | 2.3 (0.09)                           | 4.8 (0.19)                           | 14.8 (0.58)                          | 28.8 (1.13)                          | 93.4 (3.68)                          | 148.6 (5.85)                         | 89.4 (3.52)                          | 37.3 (1.47)                          | 16.8 (0.66)                          | 3.2 (0.13)                           | 1.9 (0.07)                           | 442.6 (17.42)                        |
| 平均降水天数（≥ 0.1 mm）             | 1.6                                  | 2.5                                  | 3.2                                  | 3.9                                  | 6.8                                  | 12.3                                 | 13.8                                 | 10.9                                 | 7.9                                  | 3.9                                  | 2.7                                  | 2.6                                  | 72.1                                 |
| 来源：中国天气网                     |                                      |                                      |                                      |                                      |                                      |                                      |                                      |                                      |                                      |                                      |                                      |                                      |                                      |

## 政治

### 现任领导
| 机构     | · 中国共产党 · 兴安盟委员会 · | 内蒙古自治区人民代表大会 常务委员会 兴安盟工作委员会 | 内蒙古自治区人民政府 兴安盟行政公署 | · 中国人民政治协商会议 · 兴安盟委员会 · |
| 职务     | 书记                          | 主任                                                 | 盟长                                | 主席                                    |
| -------- | ----------------------------- | ---------------------------------------------------- | ----------------------------------- | --------------------------------------- |
| 姓名     | 苏和                          | 徐卓（女）                                           | 于吉顺                              | 刘树成                                  |
| 民族     | 蒙古族                        | 汉族                                                 | 汉族                                | 汉族                                    |
| 籍贯     | 内蒙古自治区赤峰市            | 辽宁省朝阳市                                         | 山东省聊城市茌平区                  | 内蒙古自治区突泉县                      |
| 出生日期 | 1970年1月（55歲）             | 1968年10月（56歲）                                   | 1979年7月（46歲）                   | 1964年7月（61歲）                       |
| 就任日期 | 2024年6月                     | 2021年3月                                            | 2024年6月                           | 2021年3月                               |

### 历任领导
| 盟委书记 - 王林中（1980年8月－1983年4月） - 于恩波（1983年4月－1988年7月） - 张佐才（1988年8月－1991年6月） - 刘凤亭（1991年6月－1998年2月） - 郭子明（1998年2月－2001年12月） - 崔国柱（2001年12月－2006年9月） - 杨汉忠（2006年9月－2010年4月） - 王程熙（2010年4月－2013年8月） - 苗银柱（2013年8月－2016年3月） - 张恩惠（2016年3月－2021年3月） - 张晓兵（2021年4月－2024年6月） - 苏和（2024年6月－） | 盟长 - 那仁满都拉（1980年8月－1983年4月） - 胡拉乌苏（1983年4月－1989年7月） - 孟特（1989年7月－1998年2月） - 云二柱（1998年2月－2001年9月） - 常海（2001年9月－2006年9月） - 郭健（2006年9月－2010年4月） - 邓月楼（2010年4月－2013年5月） - 杜学军（2013年5月－2015年9月） - 韩宪军（2015年9－2016年9月） - 奇巴图（2016年10月－2021年4月） - 苏和（2021年4月－2024年6月） - 于吉顺（2024年6月－） |

### 行政区划
兴安盟现辖2个县级市、1个县、3个旗。
- 县级市：乌兰浩特市、阿尔山市
- 县：突泉县
- 旗：科尔沁右翼前旗、科尔沁右翼中旗、扎赉特旗

## 人口
2022年末全盟常住人口139.60万人，比上年末减少0.94万人。其中，城镇人口75.47万人，乡村人口64.13万人；常住人口城镇化率达54.06%，比上年提高0.28个百分点。男性人口70.49万人，女性人口69.11万人。全年出生人口0.75万人，出生率为5.34‰；死亡人口1.01万人，死亡率为7.24‰。
根据2020年第七次全国人口普查，全盟常住人口为1,416,929人。同第六次全国人口普查的1,613,250人相比，十年共减少了196,321人，下降12.17%，年平均增长率为-1.29%。其中，男性人口为717,239人，占总人口的50.62%；女性人口为699,690人，占总人口的49.38%。总人口性别比（以女性为100）为102.51。0－14岁的人口为205,356人，占总人口的14.49%；15－59岁的人口为956,381人，占总人口的67.5%；60岁及以上的人口为255,192人，占总人口的18.01%，其中65岁及以上的人口为163,348人，占总人口的11.53%。居住在城镇的人口为754,183人，占总人口的53.23%；居住在乡村的人口为662,746人，占总人口的46.77%。

### 民族
常住人口中，汉族人口为753,335人，占53.17%；蒙古族人口为593,223人，占41.87%；其他少数民族人口为70,371人，占4.97%。与2010年第六次全国人口普查相比，汉族人口减少121,056人，下降13.84%，占总人口比例下降1.03个百分点；各少数民族人口减少75,261人，下降10.19%，占总人口比例增加1.03个百分点。其中，蒙古族人口减少72,603人，下降10.9%，占总人口比例增加0.59个百分点；满族人口减少4,208人，下降6.75%，占总人口比例增加0.24个百分点。
| 民族名称                | 汉族    | 蒙古族  | 满族   | 朝鲜族 | 回族  | 达斡尔族 | 苗族 | 锡伯族 | 侗族 | 土家族 | 其他民族 |
| ----------------------- | ------- | ------- | ------ | ------ | ----- | -------- | ---- | ------ | ---- | ------ | -------- |
| 人口数                  | 753,335 | 593,223 | 58,144 | 4,511  | 3,137 | 1,259    | 635  | 407    | 338  | 302    | 1,638    |
| 占总人口比例（%）       | 53.17   | 41.87   | 4.10   | 0.32   | 0.22  | 0.09     | 0.04 | 0.03   | 0.02 | 0.02   | 0.12     |
| 占少数民族人口比例（%） | －      | 89.40   | 8.76   | 0.68   | 0.47  | 0.19     | 0.10 | 0.06   | 0.05 | 0.05   | 0.25     |

## 全国重点文物保护单位
- 成吉思汗庙
- 内蒙古自治政府成立大会会址
- 吐列毛杜古城遗址
- 侵华日军阿尔山要塞遗址
- 中国共产党内蒙古工作委员会办公旧址